# Titidius
Genre
Titidius est un genre d'araignées aranéomorphes de la famille des Thomisidae.

## Distribution
Les espèces de ce genre se rencontrent en Amérique du Sud.

## Liste des espèces
Selon World Spider Catalog (version 18.0, 28/02/2017) :
- Titidius albifrons Mello-Leitão, 1929
- Titidius albiscriptus Mello-Leitão, 1941
- Titidius caninde Esmerio & Lise, 1996
- Titidius curvilineatus Mello-Leitão, 1941
- Titidius difficilis Mello-Leitão, 1929
- Titidius dubitatus Soares & Soares, 1946
- Titidius dubius Mello-Leitão, 1929
- Titidius galbanatus (Keyserling, 1880)
- Titidius gurupi Esmerio & Lise, 1996
- Titidius haemorrhous Mello-Leitão, 1947
- Titidius ignestii Caporiacco, 1947
- Titidius longicaudatus Mello-Leitão, 1943
- Titidius marmoratus Mello-Leitão, 1929
- Titidius multifasciatus Mello-Leitão, 1929
- Titidius pauper Mello-Leitão, 1947
- Titidius quinquenotatus Mello-Leitão, 1929
- Titidius rubescens Caporiacco, 1947
- Titidius rubrosignatus (Keyserling, 1880)
- Titidius uncatus Mello-Leitão, 1929
- Titidius urucu Esmerio & Lise, 1996

## Publication originale
- Simon, 1895 : Histoire naturelle des araignées. Paris, vol. 1, p. 761-1084 (texte intégral).